# Sky Is The Limit
《Sky Is The Limit》는 2007년 9월 5일에 발매된 드렁큰 타이거의 정규 7집 앨범이다.

## 수록곡
1. Sky Is The Limit
2. 돌연변이
3. 부활 큰 타이거
4. TV속 나
5. 매일 밤 01
6. 주정
7. 매일 밤 02
8. 내가 싫다 (Feat. 윤미래)
9. Skit. 01 (8번째 곡이 끝나고)
10. Death of a Salesman
11. 태어나 다시 태어나도 (Feat. Ann)
12. Skit. 02 (불필요한 친절함)
13. Hollyhood
14. 산수(山水)
15. Die Legend (Feat. Dok2, Double K)
16. Skit. 03 (욕쟁이)
17. Jam Skhool (U Need To Learn Tho) (Feat. Bizzy, TEBY)
18. 8: 45 Heaven
19. 행복의 조건 (희망승일)
20. Tiger JK Says

## 특징
- 18번 트랙 "8: 45 Heaven"은 Tiger JK가 앨범 발매 전 임종한 자신의 조모를 추모하기 위해 지은 곡이다.
- 19번 트랙 "행복의 조건"은 현재 루 게릭 병으로 투병중인 박승일을 위한 곡이다.